# Alp Arslan ibn Mahmud
Alp Arslan ibn Mahmud (... – 1146) fu emiro di Mosul dal 1127 al 1146.
Figlio del sultano selgiuchide Mahmud II, fu nominato emiro di Mosul nel 1127 con Zengi come suo atabeg (governatore). Pur disponendo di un titolo che non aveva alcuna implicazione pratica, Alp aspirava a sostituire Ghiyath ad-Din Mas'ud come sultano alla sua morte. Nel 1145, Alp cospirò per uccidere il vice di Zengi, Naşīr al-Dīn Jaqar, e prendere il controllo di Mosul. Il suo sostegno derivava probabilmente da Farrukh-Shāh ibn Mahmūd, il quale aveva assicurato che l'esercito avrebbe sostenuto Alp. Naşīr fu ucciso da Alp, Farrukh o dai loro seguaci (le fonti sono divise sul punto), e la sua testa fu gettata a mo' di vilipendio verso le forze di Zengi. Il Qadi Taj al-Din Yahya ibn Shahrazuri incoraggiò Alp ad assicurarsi il possesso della cittadella di Mosul, scortandolo lì, dove lui e i suoi seguaci furono arrestati dai lealisti di Zengi. Quest'ultimo inviò il suo comandante Zain-ad-Din 'Ali Küchük per controllare la situazione. I cospiratori furono giustiziati e Alp fu tenuto vicino a Zengi fino alla sua morte, avvenuta nel 1146. Effettuato un ultimo infruttuoso tentativo di assumere il potere sfruttando la morte di Zengi, Alp Arslan fu poi rimpiazzato da Saif ad-Din Ghazi I, che lo fece imprigionare.